# 시드니 크로즈비
시드니 패트릭 크로즈비 OC ONS(영어: Sidney Patrick Crosby OC ONS, 영어 발음: /ˈsɪdniˈpætɹɪk ˈkrɒzbi/, 1987년 8월 7일~)는 캐나다의 아이스하키 선수로 포지션은 센터이다. 현재 내셔널 하키 리그(NHL)의 피츠버그 펭귄스의 주장으로 뛰고 있다.

## 수상

### 수훈
- 캐나다 훈장 장교(2022년 12월 29일)
- 노바스코샤 훈장(2008년)

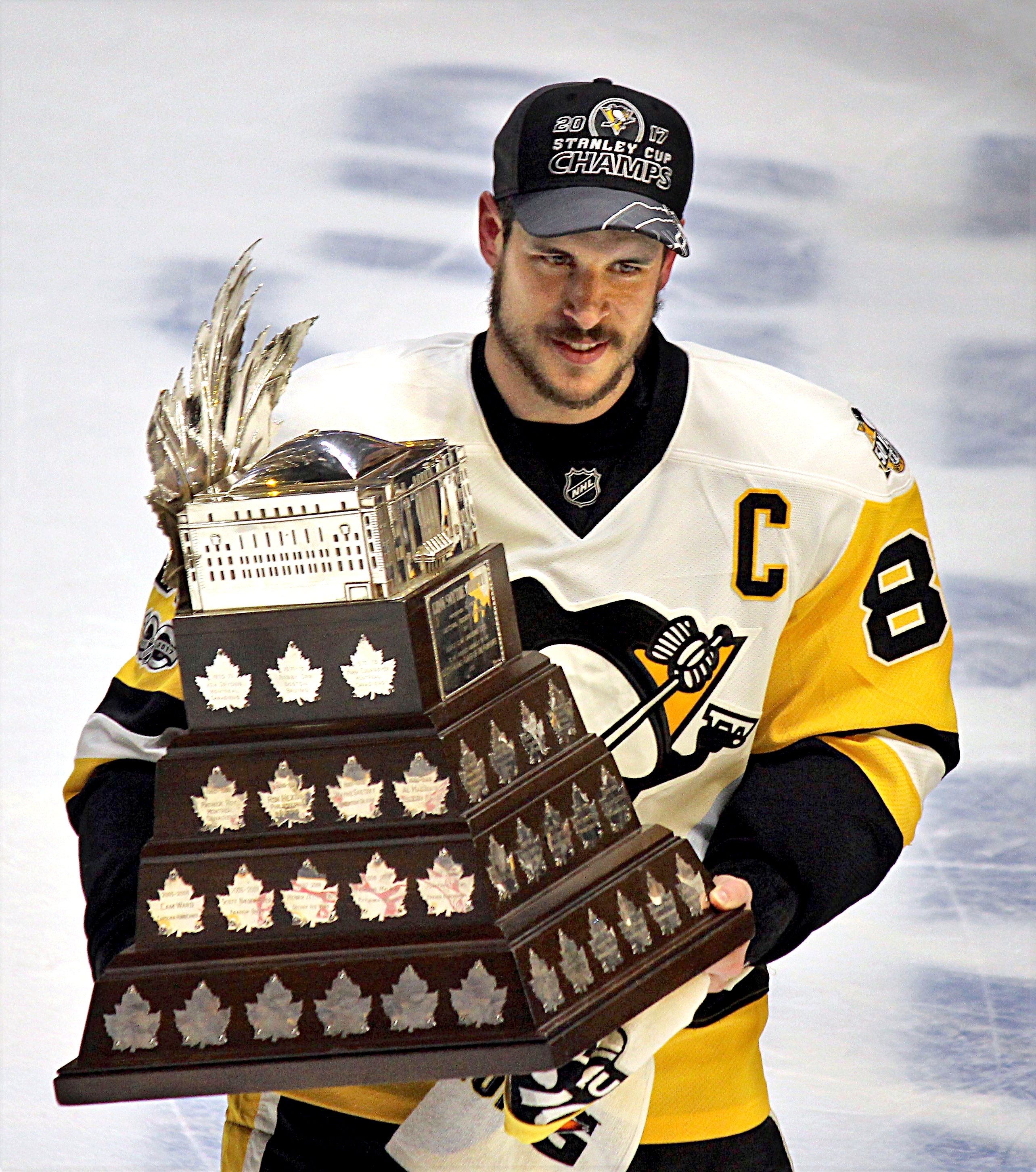
2017년 콘 스미스 트로피 수상 당시의 크로즈비

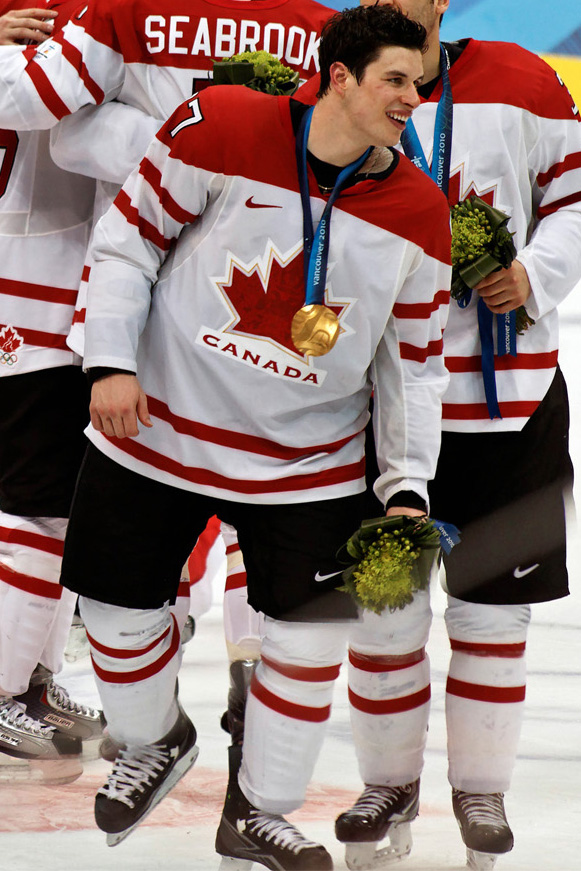
2010년 동계 올림픽 시상식 당시의 크로즈비